# Ревиљионе (Напуљ)
Ревиљионе је насеље у Италији у округу Напуљ, региону Кампанија.
Према процени из 2011. у насељу је живело 93 становника. Насеље се налази на надморској висини од 93 м.